# فاکاکاکای
فاکاکاکای (به لاتین: Fakakakai) یک منطقهٔ مسکونی در تونگا است که در شهرستان هاآپای واقع شده‌است. فاکاکاکای ۰٫۲۳ کیلومتر مربع مساحت دارد ۷ متر بالاتر از سطح دریا واقع شده‌است.